# Larry Vella
Lawrence „Larry” Vella (ur. 15 marca 1946, zm. 11 czerwca 1997 w Pietà) – maltański strzelec, olimpijczyk. Syn Wenzu oraz kuzyn Fransa i Adama, również strzelców.
Uczestnik Letnich Igrzysk Olimpijskich 1980, na których wystartował wyłącznie w trapie. Zajął 11. miejsce wśród 34 strzelców.

## Wyniki

### Igrzyska olimpijskie
| Igrzyska    | Konkurencja | Wynik    | Miejsce | Źródło |
| ----------- | ----------- | -------- | ------- | ------ |
| Moskwa 1980 | Trap        | 189 pkt. | 11      | [ 2 ]  |